# Austria Inferioară
Austria Inferioară sau, mai rar, Austria de Jos (germană Niederösterreich) este unul dintre statele federale din Austria. Capitala Austriei Inferioare este Sankt Pölten — cel mai nou oraș-capitală din Austria. Landul se învecinează cu Slovacia, Republica Cehă și cu landurile austriece Austria Superioară, Stiria și Burgenland. Statul înconjoară Viena. Cu o suprafață de 19.186 km² și o populație de 1,5 milioane de locuitori, este cel mai mare land din Austria.

## Istorie

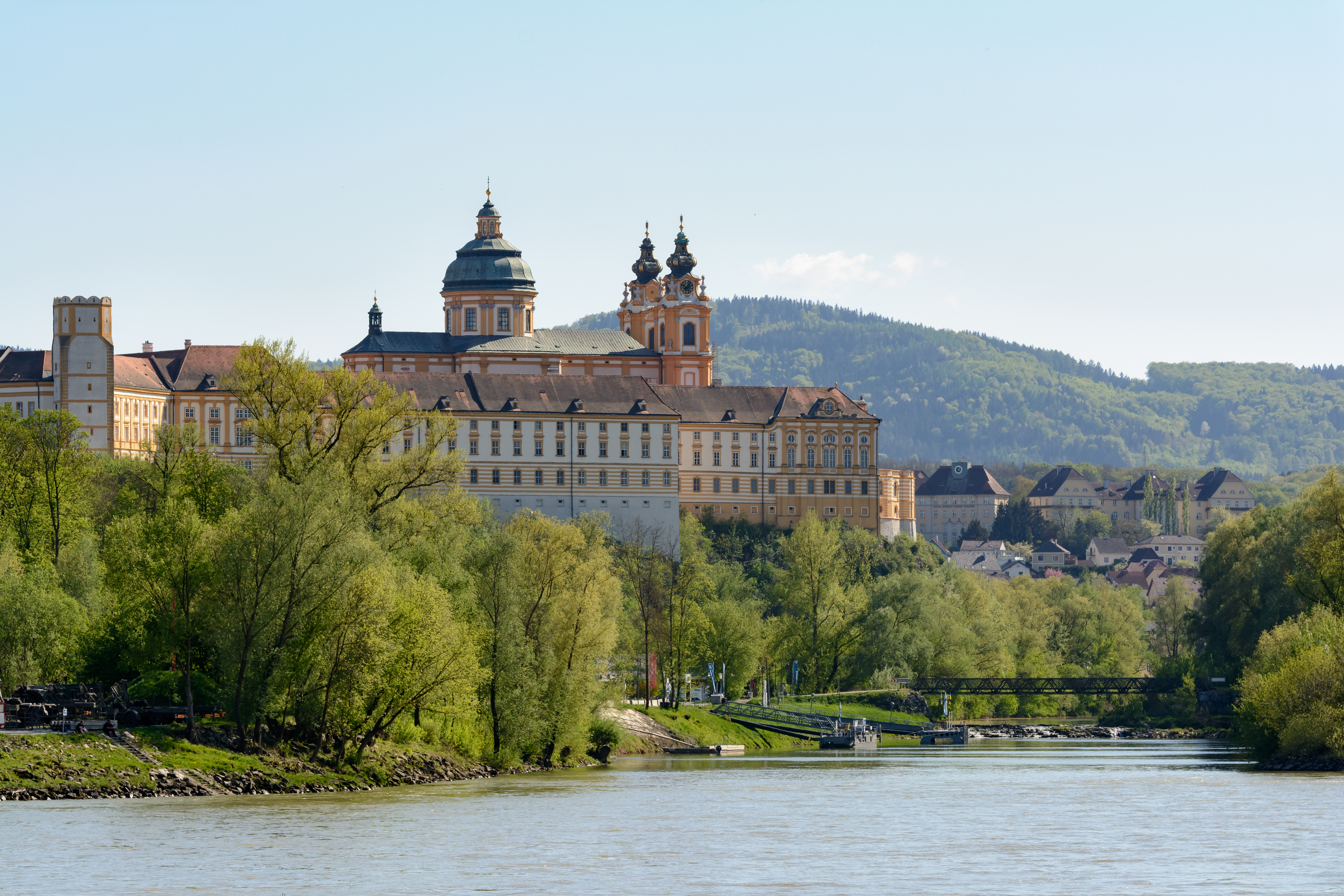
Abația Melk, fondată în 1089 și construită pe malul Dunării

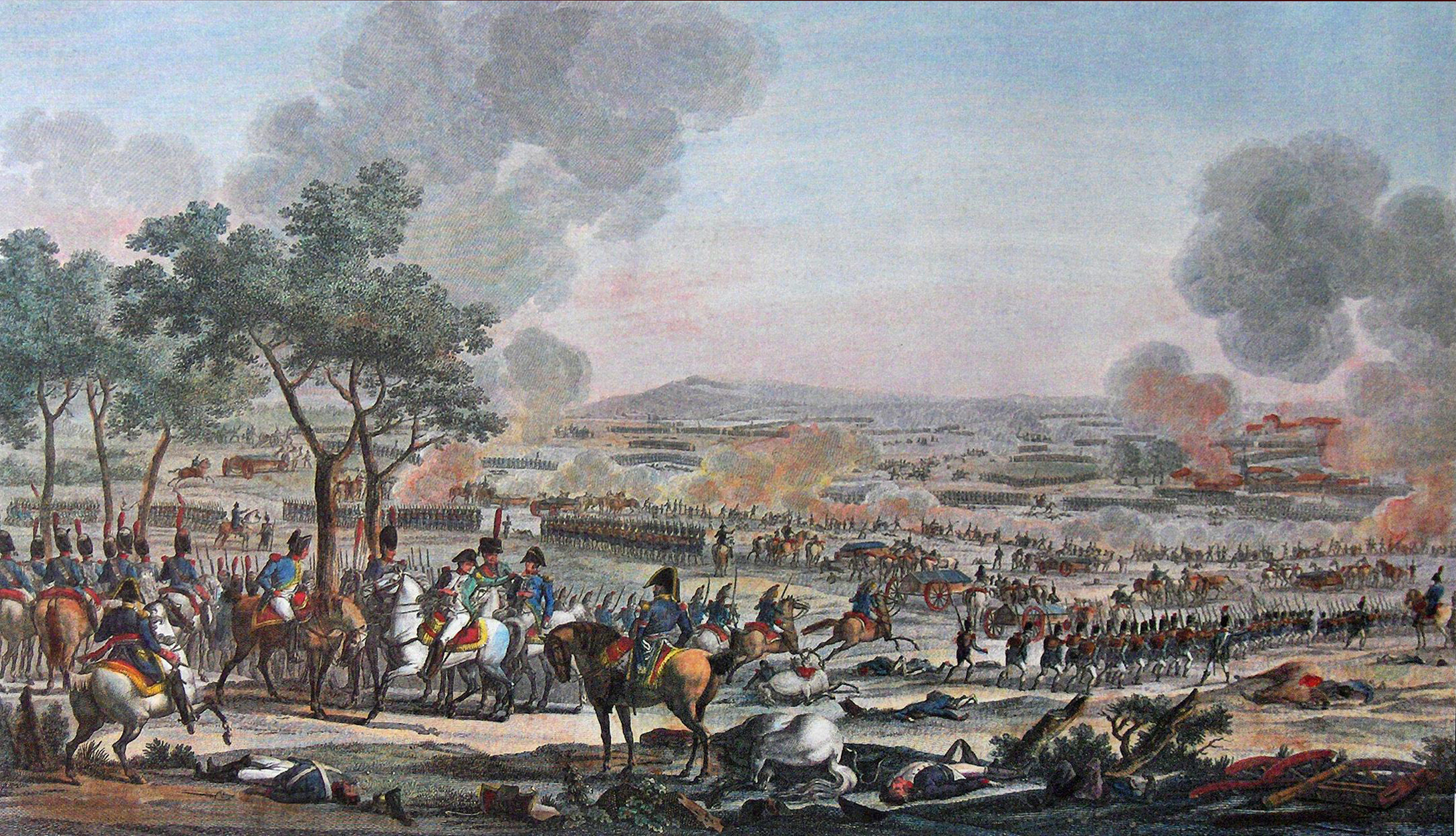
Napoleon la Bătălia de la Wagram în 1809

Istoria Austriei Inferioare este una foarte similară cu cea a Austriei în mai multe feluri. Numeroase castele, abați și fortificații au fost construite în Austria Inferioară. Abația Klosterneuburg este una dintre cele mai vechi abați din Austria, aflată aici.
Motivul numelor „Austria Superioară” și „Austria Inferioară” provin de la denumirile Austria sus de Enns și Austria jos de Enns, în referință la Râul Enns. Prin secolul al XIII-lea, regiunea s-a numit „Principalitatea de sub Enns” (în Germană, Fürstentum unter der Enns).
Bătălia de la Marchfeld din 26 august 1278 a marcat începutul ascensiunii Casei de Habsburg în Austria și Europa Centrală.
În timpul războaielor otomane din Europa, Austria Inferioară a fost ținta unor asedii repetate ale tătarilor și ale unităților paramilitare de călăreți (akingii), mulți oameni fiind luați în sclavie.
Austria Inferioară a fost locul bătăliilor de la Wagram și Aspern, purtate între trupele franceze invadatoare conduse de Napoleon I și o armată austriacă condusă de arhiducele Carol în 1809.

## Economie
Produsul Intern Brut al regiunii era de 61,0 miliarde € în 2018, contribuind la producția economică a Austriei cu 15,8% din total. PIB-ul Per cap de locuitor din Austria Inferioară a fost de 32,000 € (în conformitate cu puterea de cumpărare sau PPC), adică cu puțin peste media din Uniunea Europeană. Totodată, Austria Inferioară este pe locul 8 din 9 în funcție de PIB Per locuitor dintre regiuni Austrieci, în mare parte din cauza populații rulare și lipsa regiunii de centre urbane mari. Principalele industrii ale regiunii sunt: Turismul, agricultura, servicii, industria ușoară și finanțarea.

## Politică

### Landtagul Austriei Inferioare
| Partide       | 2013 | 2008 | 2003 | 1998 | 1993 | 1988 | 1983 |
| ------------- | ---- | ---- | ---- | ---- | ---- | ---- | ---- |
| ÖVP           | 30   | 31   | 31   | 27   | 26   | 29   | 32   |
| SPÖ           | 13   | 15   | 19   | 18   | 20   | 22   | 24   |
| Verzii        | 4    | 4    | 4    | 2    | 0    | 0    | 0    |
| FPÖ           | 4    | 6    | 2    | 9    | 7    | 5    | 0    |
| Team Stronach | 5    | -    | -    | -    | -    | -    | -    |

## Diviziuni administrative

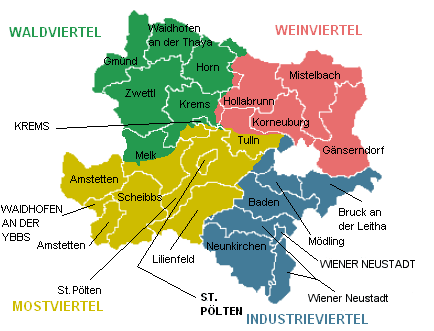
Hartă cu districtele și cele 4 regiuni ale Austriei Inferioare.

Austria de Jos este divizată în regiunile Waldviertel, Mostviertel, Industrieviertel și Weinviertel; 4 orașe și 21 de districte. Wachau, o regiune între Melk și Krems din Mostviertel, este faimoasă pentru peisajul, cultura, și vinul său.

### Orașe
1. Krems an der Donau
2. Sankt Pölten
3. Waidhofen an der Ybbs
4. Wiener Neustadt

### Districte
1. Amstetten
2. Baden
3. Bruck an der Leitha
4. Gänserndorf
5. Gmünd
6. Hollabrunn
7. Horn
8. Korneuburg
9. Krems an der Donau
10. Lilienfeld
11. Melk
12. Mistelbach
13. Mödling
14. Neunkirchen
15. Sankt Pölten-Land
16. Scheibbs
17. Tulln an der Donau
18. Waidhofen an der Thaya
19. Wiener Neustadt-Land
20. Wien-Umgebung
21. Zwettl

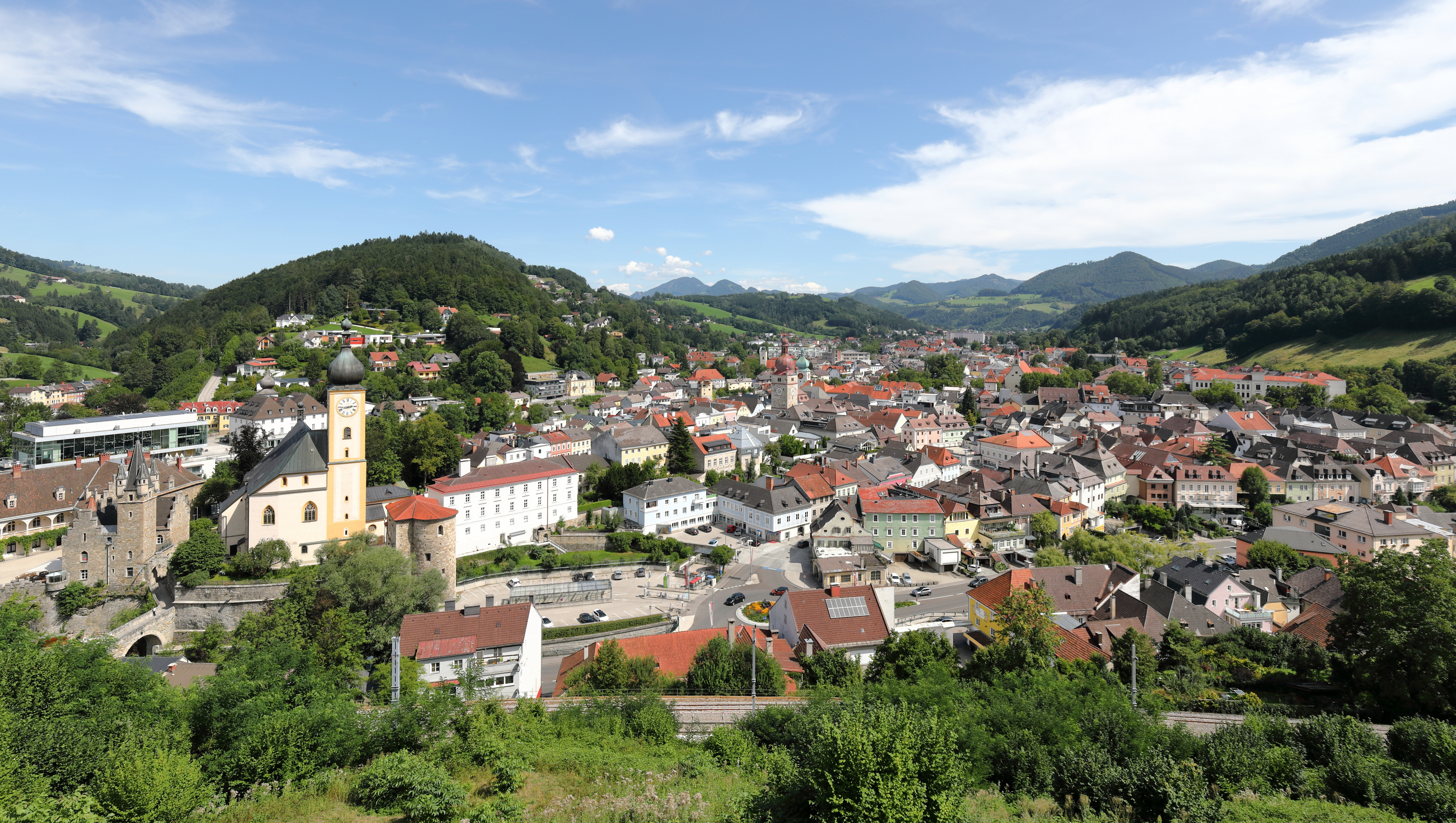
Centrul orașului Waidhofen an der Ybbs
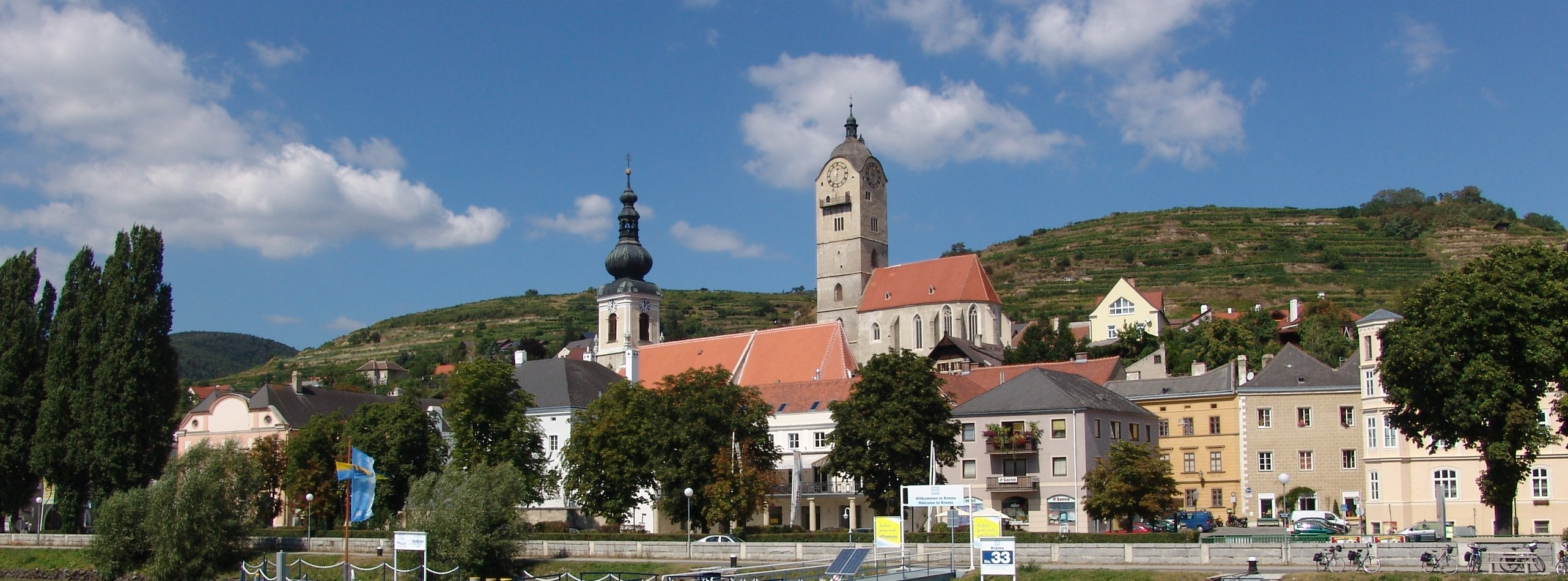
Krems